# Metazygia
Metazygia är ett släkte av spindlar. Metazygia ingår i familjen hjulspindlar.

## Dottertaxa tillMetazygia, i alfabetisk ordning[1]
- Metazygia adisi
- Metazygia aldela
- Metazygia amalla
- Metazygia arnoi
- Metazygia atalaya
- Metazygia atama
- Metazygia bahama
- Metazygia bahia
- Metazygia barueri
- Metazygia benella
- Metazygia bolivia
- Metazygia calix
- Metazygia carimagua
- Metazygia carolinalis
- Metazygia carrizal
- Metazygia castaneoscutata
- Metazygia cazeaca
- Metazygia chenevo
- Metazygia chicanna
- Metazygia cienaga
- Metazygia corima
- Metazygia corumba
- Metazygia crabroniphila
- Metazygia crewi
- Metazygia cunha
- Metazygia curari
- Metazygia dubia
- Metazygia ducke
- Metazygia enabla
- Metazygia erratica
- Metazygia floresta
- Metazygia genaro
- Metazygia genialis
- Metazygia goeldii
- Metazygia gregalis
- Metazygia ikuruwa
- Metazygia incerta
- Metazygia ipago
- Metazygia ipanga
- Metazygia isabelae
- Metazygia ituari
- Metazygia jamari
- Metazygia keyserlingi
- Metazygia lagiana
- Metazygia laticeps
- Metazygia lazepa
- Metazygia levii
- Metazygia limonal
- Metazygia lopez
- Metazygia loque
- Metazygia manu
- Metazygia mariahelenae
- Metazygia matanzas
- Metazygia moldira
- Metazygia mundulella
- Metazygia nigrocincta
- Metazygia nobas
- Metazygia octama
- Metazygia oro
- Metazygia pallidula
- Metazygia paquisha
- Metazygia pastaza
- Metazygia patiama
- Metazygia peckorum
- Metazygia pimentel
- Metazygia redfordi
- Metazygia rogenhoferi
- Metazygia rothi
- Metazygia samiria
- Metazygia saturnino
- Metazygia sendero
- Metazygia serian
- Metazygia silvestris
- Metazygia souza
- Metazygia taman
- Metazygia tanica
- Metazygia tapa
- Metazygia uma
- Metazygia uraricoera
- Metazygia uratron
- Metazygia valentim
- Metazygia vaupes
- Metazygia vaurieorum
- Metazygia viriosa
- Metazygia wittfeldae
- Metazygia voluptifica
- Metazygia voxanta
- Metazygia yobena
- Metazygia yucumo
- Metazygia zilloides